# 2010年バンクーバーオリンピックのアルペンスキー競技
2010年バンクーバーオリンピックのアルペンスキー競技（2010ねんバンクーバーオリンピックのアルペンスキーきょうぎ）は2月13日から27日まで男女10種目が行われた。

## 実施種目
いずれも男女共通
- 滑降
- スーパー大回転
- 大回転
- 回転
- 複合

## 競技日程
競技時間は太平洋標準時。日本とバンクーバーとの時差は17時間である。
男子滑降は大会2日目から、女子複合は大会3日目から、いずれも気温上昇と悪天候による斜面コンディション悪化のため延期された。
11時45分(4時45分)～13時00分(6時00分)
1. ↑  コース不良で男子滑降が延期　気温上昇と降雨で - 47NEWS 2010年2月13日
2. ↑  女子スーパー複合は18日実施　斜面コンディション悪化 - 47NEWS 2010年2月14日

## 競技結果

### 男子
| 種目           | 金                                              | 金      | 銀                                              | 銀      | 銅                                              | 銅      |
| -------------- | ----------------------------------------------- | ------- | ----------------------------------------------- | ------- | ----------------------------------------------- | ------- |
| 滑降           | ディディエ・デファゴ スイス (SUI)               | 1:54.31 | アクセル・ルンド・スヴィンダル ノルウェー (NOR) | 1:54.38 | ボディー・ミラー アメリカ合衆国 (USA)           | 1:54.40 |
| スーパー大回転 | アクセル・ルンド・スヴィンダル ノルウェー (NOR) | 1:30.34 | ボディー・ミラー アメリカ合衆国 (USA)           | 1:30.62 | アンドルー・ウェイブレクト アメリカ合衆国 (USA) | 1:30.65 |
| 大回転         | カルロ・ヤンカ スイス (SUI)                     | 2:37.83 | チェーティル・ヤンスルード ノルウェー (NOR)     | 2:38.22 | アクセル・ルンド・スヴィンダル ノルウェー (NOR) | 2:38.44 |
| 回転           | ジュリアーノ・ラッツォーリ イタリア (ITA)       | 1:39.32 | イヴィツァ・コステリッチ クロアチア (CRO)       | 1:39.48 | アンドレ・ミレル スウェーデン (SWE)             | 1:39.76 |
| スーパー複合   | ボディー・ミラー アメリカ合衆国 (USA)           | 2:44.92 | イヴィツァ・コステリッチ クロアチア (CRO)       | 2:45.25 | シルバン・ツルブリッゲン スイス (SUI)           | 2:45.32 |

### 女子
| 種目           | 金                                              | 金      | 銀                                        | 銀      | 銅                                      | 銅      |
| -------------- | ----------------------------------------------- | ------- | ----------------------------------------- | ------- | --------------------------------------- | ------- |
| 滑降           | リンゼイ・ボン アメリカ合衆国 (USA)             | 1:44.19 | ジュリア・マンクーゾ アメリカ合衆国 (USA) | 1:44.75 | エリザベト・ゲーグル オーストリア (AUT) | 1:45.65 |
| スーパー大回転 | アンドレア・フィッシュバハー オーストリア (AUT) | 1:20:14 | ティナ・マゼ スロベニア (SLO)             | 1:20:63 | リンゼイ・ボン アメリカ合衆国 (USA)     | 1:20:88 |
| 大回転         | ビクトリア・レベンスブルク ドイツ (GER)         | 2:27:11 | ティナ・マゼ スロベニア (SLO)             | 2:27:15 | エリザベト・ゲーグル オーストリア (AUT) | 2:27:25 |
| 回転           | マリア・リーシュ ドイツ (GER)                   | 1:42.89 | マルリース・シルト オーストリア (AUT)     | 1:43.32 | サルカ・ザフロブスカ チェコ (CZE)       | 1:43.90 |
| スーパー複合   | マリア・リーシュ ドイツ (GER)                   | 2:09.14 | ジュリア・マンクーゾ アメリカ合衆国 (USA) | 2:10.08 | アニヤ・パーション スウェーデン (SWE)   | 2:10.19 |

## 各国メダル数
| 順 | 国・地域             | 金 | 銀 | 銅 | 計 |
| -- | -------------------- | -- | -- | -- | -- |
| 1  | ドイツ (GER)         | 3  | 0  | 0  | 3  |
| 2  | アメリカ合衆国 (USA) | 2  | 3  | 3  | 8  |
| 3  | スイス (SUI)         | 2  | 0  | 1  | 3  |
| 4  | ノルウェー (NOR)     | 1  | 2  | 1  | 4  |
| 5  | オーストリア (AUT)   | 1  | 1  | 2  | 4  |
| 6  | イタリア (ITA)       | 1  | 0  | 0  | 1  |
| 7  | クロアチア (CRO)     | 0  | 2  | 0  | 2  |
| 7  | スロベニア (SLO)     | 0  | 2  | 0  | 2  |
| 9  | スウェーデン (SWE)   | 0  | 0  | 2  | 2  |
| 10 | チェコ (CZE)         | 0  | 0  | 1  | 1  |

## イラン初の女性代表選手
今大会では、イランからの初となる冬季オリンピックの女子代表選手となったマルジャン・カルホル（en:Marjan Kalhor）が、女子大回転と女子回転に出場した。イスラム教シーア派を国教とするイランでは保守派の反対が根強かったため、冬季オリンピックの女子代表選手の出場を認めていなかったが、今大会に女子選手が初出場するということで世界からも注目を浴びた。カルホルはテヘランに近いキャラジで生まれ、家族全員がスキーに親しみ、自身も4歳で初めてスキーを経験したという。尚カルホルはイスラム教の教えに則り、髪や体を覆うことを義務付けられ、ヘジャブの上からヘルメットを被り競技に参加。開会式では旗手を務め、競技では大回転60位、回転55位で共にトップから30秒以上の大差をつけられたが見事完走した。
尚、小さな部屋で行われたインタビューには終始5人の男性が同席、インタビュー開始前には男性の1人が首のスカーフをきっちり巻くよう指示を出したほか、インタビュー中もカルホルさんが質問に答える前に割り込む場面が少なくとも2度あった。

## ギャラリー

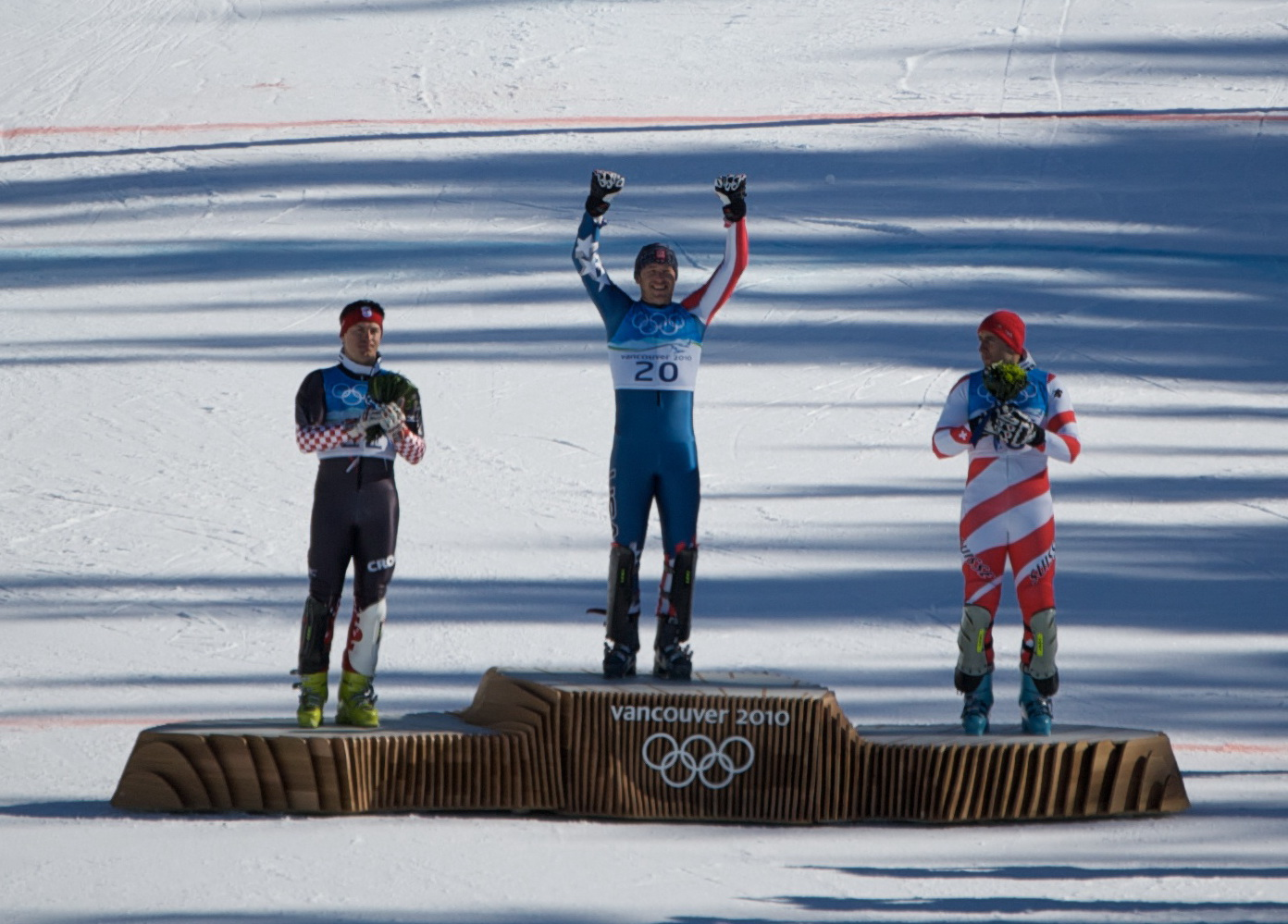
男子スーパー大回転表彰式
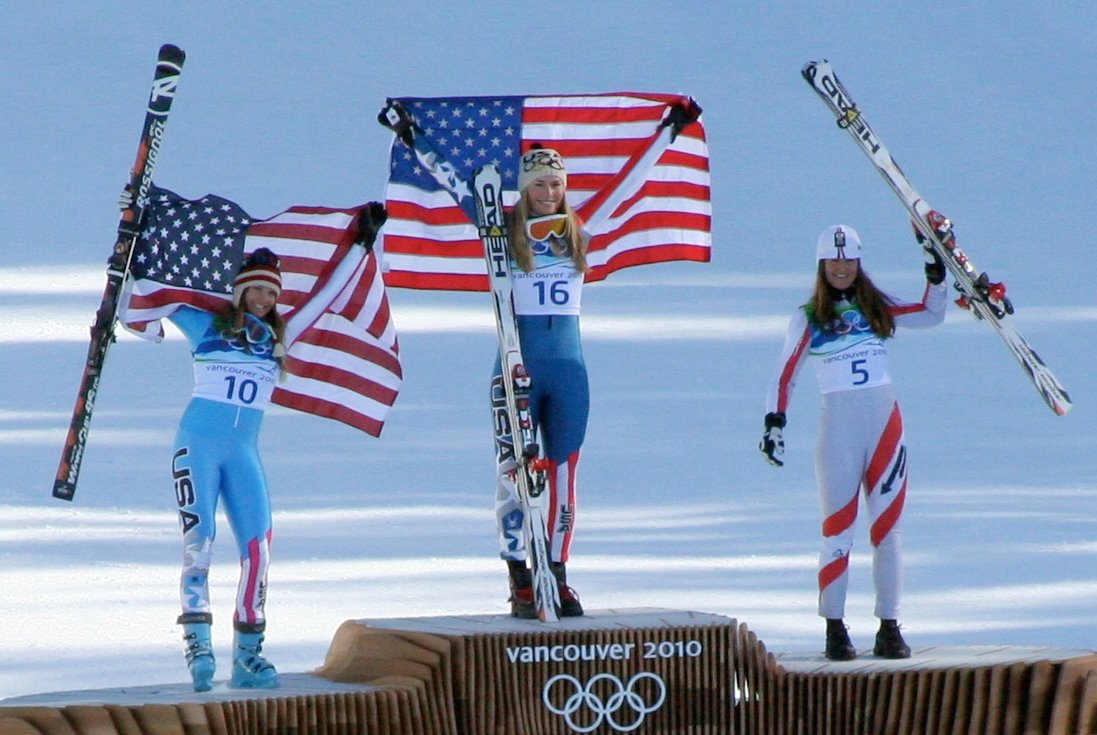
女子滑降表彰式
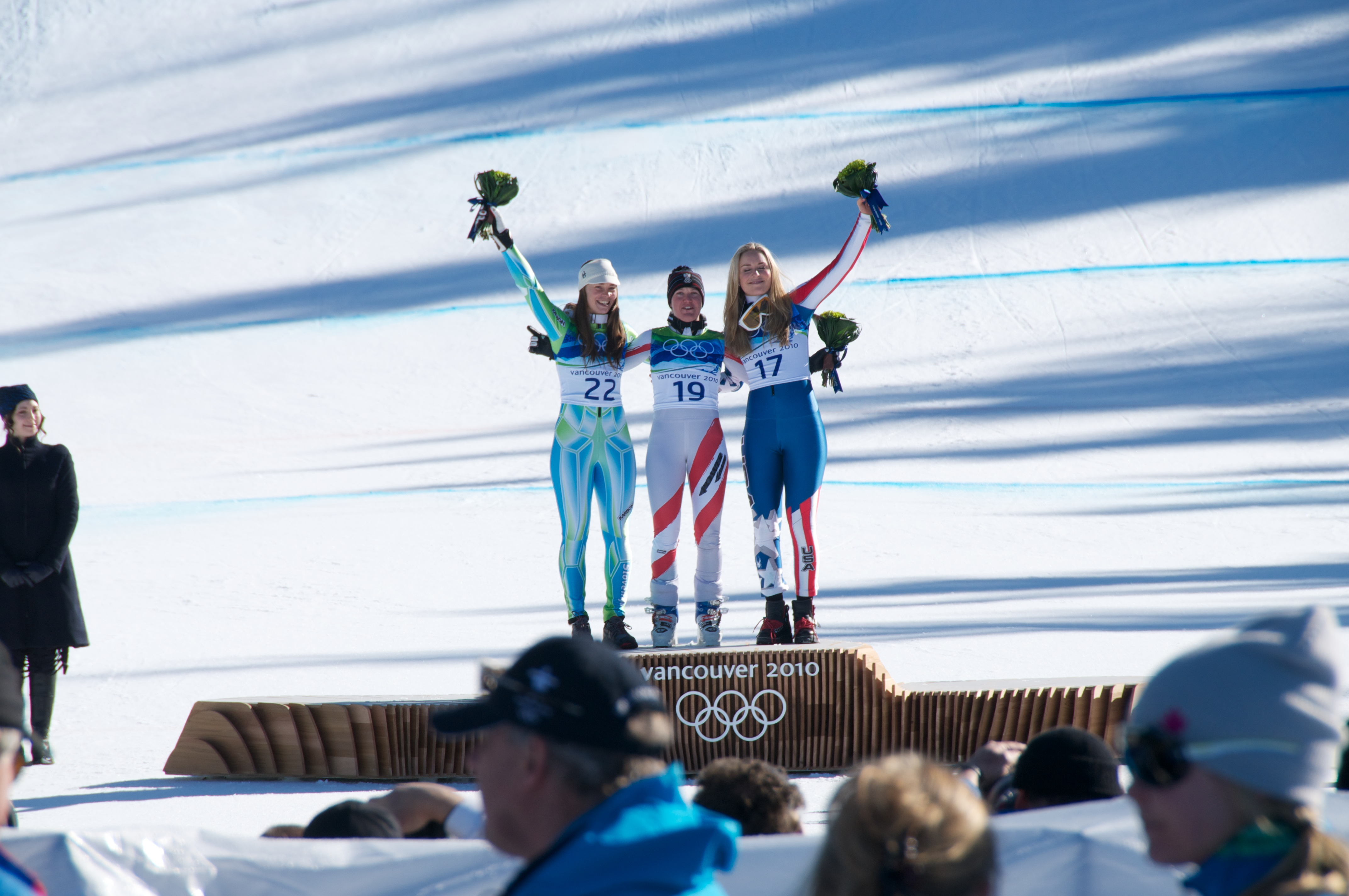
女子スーパー大回転表彰式